# Vedado
Vedado är en del av en befolkad plats i Kuba.   Den ligger i provinsen Havanna, i den västra delen av landet, i huvudstaden Havanna. Vedado ligger 28 meter över havet och antalet invånare är 148 117.
Terrängen runt Vedado är platt. Havet är nära Vedado åt nordväst. Runt Vedado är det mycket tätbefolkat, med 3 494 invånare per kvadratkilometer. Närmaste större samhälle är Havanna, 0,90 km öster om Vedado. Runt Vedado är det i huvudsak tätbebyggt.